# William Howard Stein
William Howard Stein (n. 25 iunie 1911, New York City, New York, SUA – d. 2 februarie 1980, New York City, New York, SUA) a fost un chimist evreu-american, laureat al Premiului Nobel pentru chimie (1972).